# Langenhorst (Velbert)
Langenhorst ist ein Stadtteil von Velbert und ursprünglich als Kleinsiedlung außerhalb der Kernstadt angelegt.

## Geografie
Langenhorst gehört zum Stadtbezirk Velbert-Mitte. Es ist der nördlichste Stadtteil von Velbert und liegt inmitten der historischen Honschaft Kleinumstand.

## Benachbarte Stadtteile
Von West nach Süd grenzen die Velberter Stadtteile Losenburg, Nordstadt, Nordpark und Hefel an, im Norden liegt das Stadtgebiet von Essen. Alle angrenzenden Stadtteile sind durch Grünanlagen und Freiflächen getrennt.

## Geschichte
Langenhorst lag historisch betrachtet nicht im Bergischen Land, sondern auf dem Territorium der Reichsabtei Werden. Der Name Langenhorst geht auf einen Oberhof in Besitz des Werdener Klosters zurück (974/983 In Langonhorst), gelegen auf einer weitläufigen Höhenkuppe zwischen Rosenthaler Bach und Hesperbach. Er wurde von der Stadt Velbert noch vor der Eingemeindung der Honschaft Kleinumstand 1930 mit umfangreichem Landbesitz aufgekauft und in den 1970er Jahren abgebrochen. Auf seinem Grund entstand der heutige Stadtteil Langenhorst.
Nach der Eingemeindung nach Velbert erfolgte eine sprunghafte Siedlungsentwicklung. Auf Initiative des „Siedlervaters“ Nikolaus Ehlen entstanden Pläne zur Errichtung einer Selbsthilfe-Siedlung. Ab 1934 wurde die von den Nationalsozialisten übernommene Planung umgesetzt und 1936 konnte der erste Siedler sein Haus beziehen. Nur wenige Tage nach Kriegsende rief Nikolaus Ehlen erneut Siedler zusammen, um den zweiten Bauabschnitt zu beginnen. Heute bildet der Langenhorst mit rund 1748 Einwohnern den zentralen Stadtteil in der Gemarkung Kleinumstand.
In den 1980er Jahren wurden die ersten beiden Teilstücke der Bundesautobahn 44 zwischen Heiligenhaus-Hetterscheidt und Velbert-Langenberg eröffnet. Die Landschaft am südlichen Rand der Siedlung wurde mit dem Bau des Langenhorster Knotens und der Abfahrt Velbert-Nord grundlegend verändert. Während am Langenhorster Knoten (heute AK Velbert-Nord) die Bundesautobahn 535 aus Wuppertal angebunden wurde, unterblieb der bis in die 1970er Jahre geplante Ausbau der Bundesstraße 224 zu einer Schnellstraße.

## Infrastruktur

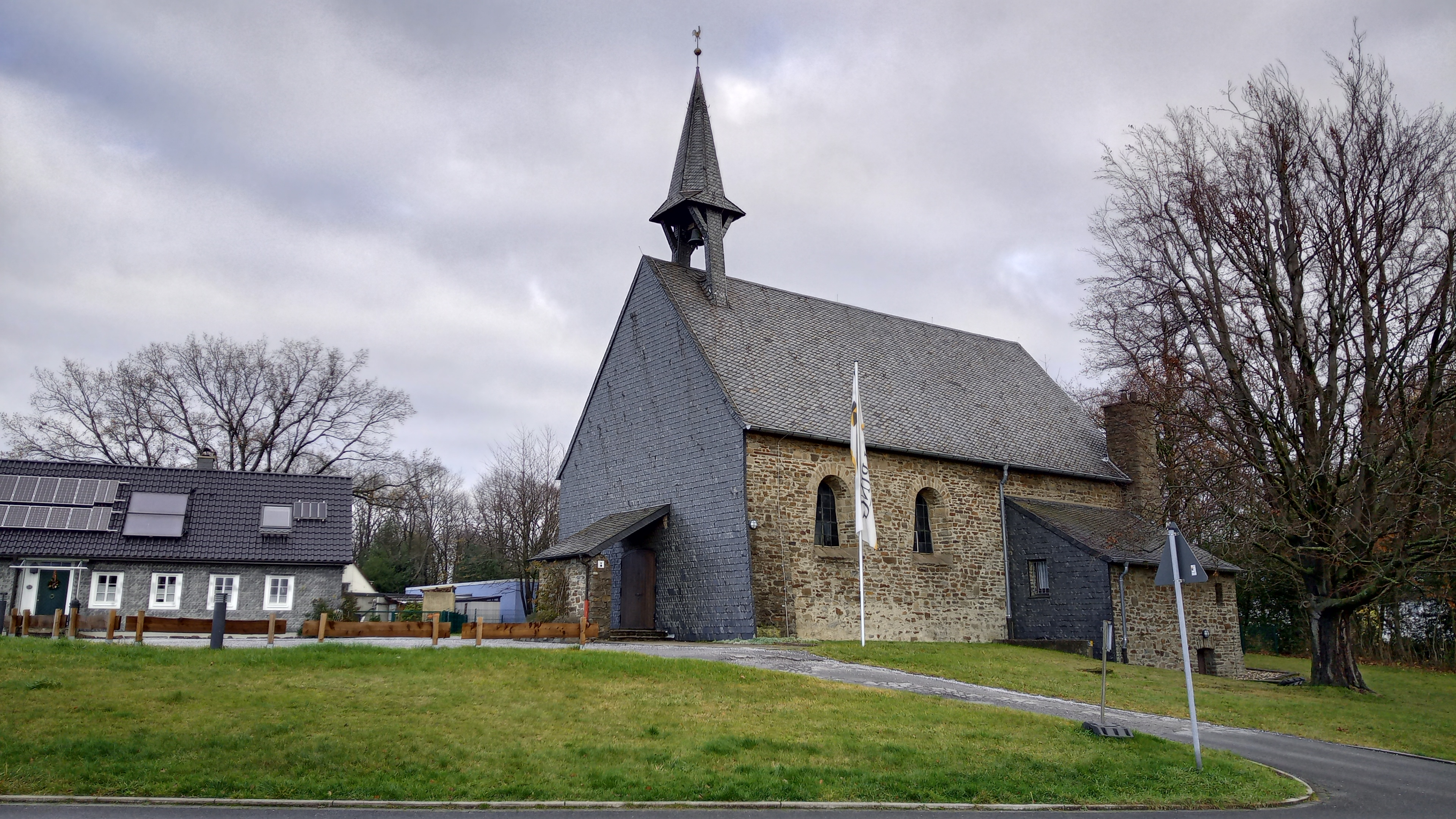
St. Nikolaus an der Nikolaus-Ehlen-Straße

Im zentralen Bereich um die 1954 erbaute katholische St.-Nikolaus-Kapelle befinden sich Kindergärten, das Haus der Siedlergemeinschaft und Gastronomiebetriebe. Die Velberter Ortsbuslinie 4 erschließt den Ortsteil Langenhorst.